# Echiochilon simonneaui
Echiochilon simonneaui är en strävbladig växtart som beskrevs av Louis Faurel och Dubuis. Echiochilon simonneaui ingår i släktet Echiochilon och familjen strävbladiga växter. Inga underarter finns listade i Catalogue of Life.